# 范正辭
范正辭（936年—1010年），字直道，齊州（今山東省濟南市）人，歷北宋宋太祖趙匡胤、宋太宗趙炅及宋真宗趙恆三朝，趙炅年間任侍御史知雜事，終年七十五歲。其父范勞謙為獲嘉縣縣令，有兩子范識及范諷皆為進士，而其中范諷更曾為龍圖閣直學士，另有一孫范寬之官至尚書省刑部郎中及濠州知州。

## 生平
范正辭從事研究《春秋公羊》及《穀梁》而登第，之後被調任安陽主簿。宋太祖趙匡胤年間代選官，及後任國子監監丞及戎州知州，改著作佐郎。調回朝廷任職之後，負責治理淄州拖欠賦稅錢糧，後得到淄州轉運使稱讚，轉職左讚善大夫，就任淄州知州。在任淄州知州其間適逢宋太宗趙炅出征北漢，各州糧草不及預期，淄州郡內有一負責監督人民繳納賦稅長山縣官員張秀，因收受賄錢二千，即被范正辭杖殺，以令郡中官員畏服。
太平興國年間改為出任殿中丞，棣州、深州通判，後遷國子博士。
雍熙四年（即公元987年）九月，范正辭被任命為江南轉運副使。
御史中丞劉保勳上奏饒州有限多訴訟久未審判，范正辭被推選任饒州知州。一到達饒州立即將長期關押不予判決的囚犯審判發落，更將拖延不判之官員六十三人停職。
任饒州知州其間有詔令要求饒州兵調往京師，有一名叫王興之士兵，因懷鄉而不想調遣，更用刀將自己的腳弄傷。范正辭得悉此事後將王興斬殺。之後王興之妻上訴，范正辭獲趙炅召見，要求上廷解釋事件，而范正辭認為東南諸郡因物資豐裕人心易動，王興竟敢煽動軍心，若不嚴懲擔心後患無窮。趙炅盛讚其做事果斷，除擔任江南轉運副使之外，更特升遷為膳部員外郎及賜錢五十萬。
另外饒州有民名叫甘紹，家財萬貫但被群盜所掠，州緝捕十四人，皆被定死罪。范正辭巡經那處，引招那十四名罪犯問話，囚犯皆哭訴被冤枉，范正辭認為此案不實，命令將囚犯押解往其他地方再作審訊。不久有民告發群盜所在地，范正辭秘密派遣監軍王願掩捕，但王願未至群盜已經察覺而逃去，范正辭立即單騎出城二十里追及一賊，賊拉弓持肖來逼，范正辭即大呼以鞭擊中賊雙目，將其捕獲，賊本想自殺但不遂，其餘賊人則棄贓渡江逃去，追捕不獲。范正辭發現賊尚有餘息即載歸，並命醫治其創傷，至賊傷痊癒，按其罪狀伏法，而之前被冤枉的十四人皆獲得釋放。
端拱二年（即公元989年）時為徐河之戰，與洛苑副使綦仁澤及西京作坊副使尹宗諤一同掌管折中倉。因時有不法商人利用折中法之漏洞，後來折中法被取締，但被取締之後國家經費損失百萬計，所以及後折中法又再恢復。
之後范正辭被遷為倉部員外郎，幕府同知以考核州縣官優劣。及後又改為刑部判官，又曆戶部及鹽鐵判官，再遷為考功司員外郎及定、揚及杭三州通判。
淳化年間既出任戎州及淄州知州，又出任棣州及深州通判。
淳化二年（即公元991年），趙炅考慮到當時分別有京官及外官之差異，總不能區分他們好壞，所以任命王沔、謝泌及王仲華為京官及外官官考課，而張弘、高象先及范正辭則為幕職及州縣官官考課，當時號稱磨勘院。另外又命魏廷式、趙鎔及李著一同比較三班院侍從官以上官員之功過。
到公元997年，宋真宗趙恆即位，范正辭被遷為膳部郎中，召為三司勾院判官，不久複為鹽鐵判官。咸平二年（即公元999年），出任河東轉運使。
咸平三年，當時農民出身之益州士兵王均作亂起義，時為忠武軍節度使行軍司馬之李昌齡被命作梓州知州、董儼作壽州知州，而王德裔及楊緘皆任轉運使。但兼任侍御史知雜事之范正辭上言，李昌齡等人貪污著名，更利用大型遠洋船庇護犯人，因而令李昌齡被貶為河陽縣知縣。同時又上言舉薦吳奮等五人，認為他們足以在大郡出任知縣及縣令等職，而趙恆亦從之。
咸平五年三月，西夏王李繼遷集結重兵攻陷靈州，靈州知州裴濟被殺。此事范正辭被牽連，因而被貶為滁州團練副使。
及後被赦，複為倉部考功員外郎、鄆州通判及淮陽軍知府，之後又複膳部郎中。因年老求為兗州監商稅。大中祥符三年（即公元1010年）四月卒，年七十五。